# Corentine

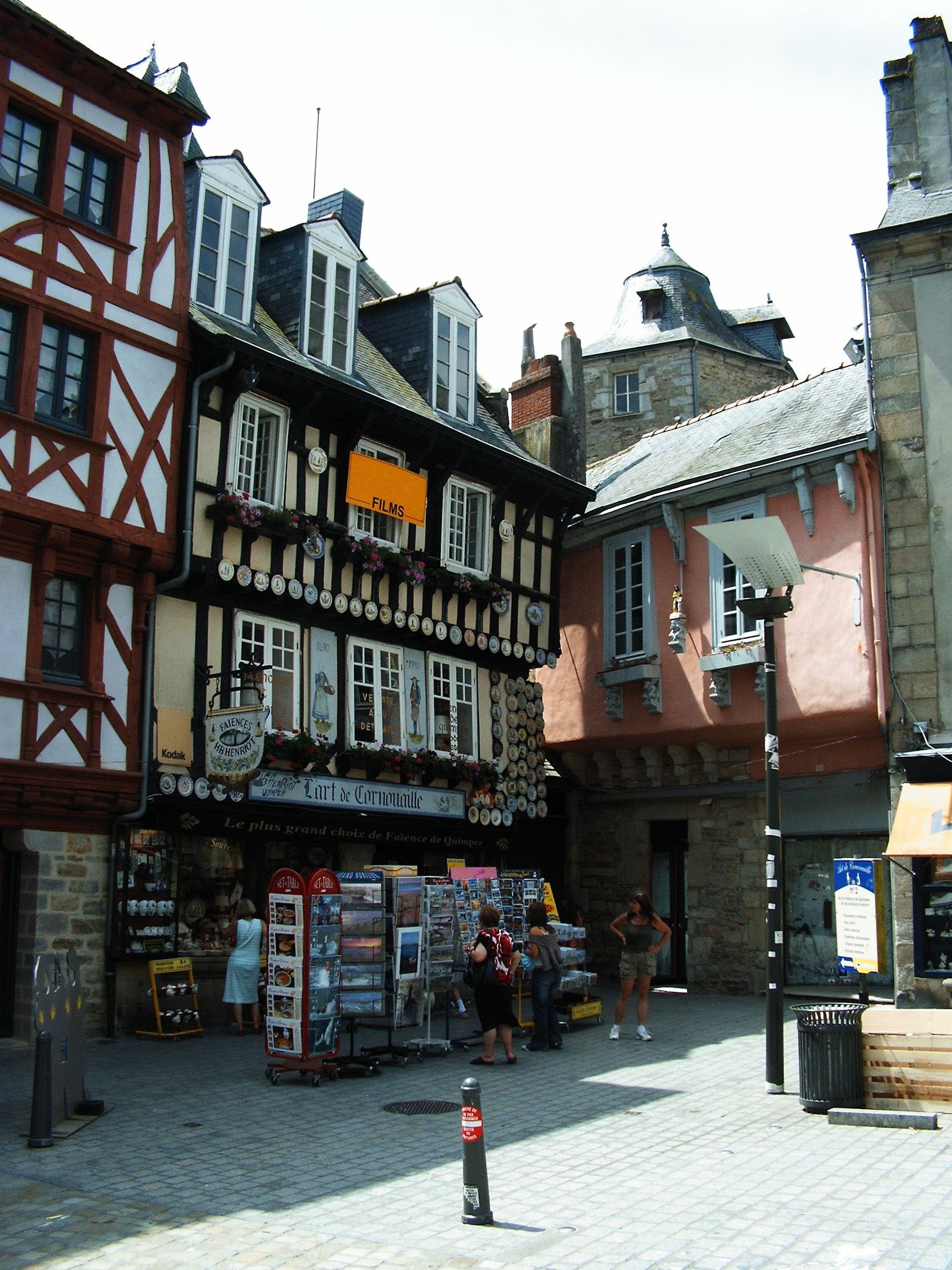
Vue de Quimper avec (peut-être) quelques Corentine

Corentine est un prénom féminin, associé à la ville de Quimper[réf. nécessaire] et dérivé de Corentin. D'origine celte, francisation de "Kaourentina", dérivé de "karent" qui signifie "amie". On le fête le 12 décembre. Il reste assez rare.
- Pour l'ensemble des articles sur les personnes portant ce prénom, consulter :
  - la liste des articles dont le titre commence par ce prénom
  - les listes produites par Wikidata : Liste des personnes de prénom « Corentine » — même liste en incluant les éventuels prénoms composés qui contiennent « Corentine ».